# Panamá Viejo Fútbol Club
El Panamá Viejo Fútbol Club fou un club panameny de futbol de la ciutat de Panamà.

## Història
Va ser fundat l'any 1978. Es proclamà campió panameny la temporada 2000-01, quan vencé el Tauro F.C. a la final per 4-3. Malauradament el 2001 patí problemes financers i fou forçat a unir-se al Tauro F.C., deixant d'existir.

## Palmarès
- Lliga panamenya de futbol: 1
  - 2000-01

## Futbolistes destacats
- Óscar McFarlane
- Ricardo Phillips
- Blas Pérez
- Juan de Dios Pérez
- Victor Herrera
- Anel Canales
- Rodney Ramos
- Gary Ramos
- J. J. Julio

## Entrenadors destacats
- Gary Stempel